# Дрипси
Дрипси (англ. Dripsey; ирл. An Druipseach, «мутная река», в честь реки Ли) — деревня в Ирландии, находится в графстве Корк (провинция Манстер).
В 1997 году в Дрипси прошёл «самый короткий в мире» парад в День святого Патрика.
Рядом с деревней есть развалины старой крепости, разрушенной войсками Кромвеля в 1650 году.
На дороге из Дрипси в Кочфорд существует памятник людям, умершим во время неудачной засады против британской армии во время войны за независимость.

## Демография
Население — 304 человека (по переписи 2006 года). В 2002 году население составляло 295 человек.
Данные переписи 2006 года:
| Общие демографические показатели |               |                               |                               |      |      |
| Всё население                    | Всё население | Изменения населения 2002—2006 | Изменения населения 2002—2006 | 2006 | 2006 |
| 2002                             | 2006          | чел.                          | %                             | муж. | жен. |
| 295                              | 304           | 9                             | 3,1                           | 148  | 156  |